# Bomberman Legacy
Bomberman PSP (ボンバーマンポータブル Bonbāman Pōtaburu?) es un videojuego de Acción que fue protagonizada por Bomberman e incluye como multijugadores de cuatro o simple, lanzada para PlayStation Portable en 20 de julio de 2006 en Japón, 12 de septiembre de 2006 en América del Norte y en febrero de 2007 en Europa y Australia, fue desarrollada por Hudson Soft y publicada por Konami. Fueron inicialmente lanzada como Bomberman fuera de Japón, pero después fue lanzada en América del Norte como Bomberman Legacy.
- Datos: Q4940637